# Семенівка (Дніпровський район)
Семені́вка — село в Україні, в Царичанській селищній громаді Дніпровського району Дніпропетровської області. Площа — 0,466 км², домогосподарств — 12, населення — 21 особа.

## Географія
Село Семенівка знаходиться за 1,5 км від правого берега каналу Дніпро — Донбас, на відстані 1,5 км від села Юр'ївка та за 2 км від села Ненадівка. Місцевість навколо села сильно заболочена. Поруч проходить автомобільна дорога Т 0412.

## Населення

### Мова
Розподіл населення за рідною мовою за даними перепису 2001 року:
| Мова       | Відсоток |
| ---------- | -------- |
| українська | 93 %     |
| російська  | 7 %      |